# Quedlinburg (huyện)
Quedlinburg là một huyện cũ (Kreis) ở phía tây của Saxony-Anhalt, Đức. Neighboring districts are (from west clockwise) Wernigerode, Halberstadt, Bördekreis, Aschersleben-Staßfurt, Mansfelder Land, Sangerhausen và huyện Nordhausen ở Thüringen.

## Lịch sử
ở 1950, huyện Ballenstedt được chuyển vào huyện. Một số khu vực của các huyện Blankenburg và của Aschersleben được bổ sung vào năm 1994.
Ngày 1 tháng 7 năm 2007, huyện Quedlinburg được sáp nhập, cùng với các huyện Halberstadt và Wernigerode, vào huyện mới Harz.

## Địa lý
Phí bắc huyện này là núi Harz.

## Thị xã và đô thị
| Thị xã         | Verwaltungsgemeinschaften |
| -------------- | --- |
| 1. Quedlinburg | 1. Ballenstedt/Bode-Selke-Aue (bao gồm cả thị xã Ballenstedt) 2. Gernrode/Harz (bao gồm cả thị xã Gernrode) 3. Thale (bao gồm cả thị xã Thale) 4. Unterharz (bao gồm cả thị xã Güntersberge và Harzgerode) |